# British National League 1997/98
Die Saison 1997/98 war die zweite Spielzeit der British National League, der zweithöchsten britischen Eishockeyspielklasse. Meister wurden die Guildford Flames.

## Hauptrunde

### Pool Nord
|    | Klub               | Punkte |
| -- | ------------------ | ------ |
| 1. | Fife Flyers        | 27     |
| 2. | Paisley Pirates    | 23     |
| 3. | Kingston Hawks     | 19     |
| 4. | Murrayfield Royals | 7      |
| 5. | Blackburn Hawks    | 5      |

### Pool Süd
|    | Klub                 | Punkte |
| -- | -------------------- | ------ |
| 1. | Guildford Flames     | 28     |
| 2. | Slough Jets          | 18     |
| 3. | Telford Tigers       | 18     |
| 4. | Peterborough Pirates | 17     |
| 5. | Cardiff Devils II    | 0      |

## Pool National
|    | Klub                 | Sp | S  | U | N  | Tore    | Punkte |
| -- | -------------------- | -- | -- | - | -- | ------- | ------ |
| 1. | Guildford Flames     | 16 | 14 | 0 | 2  | 087:038 | 28     |
| 2. | Telford Tigers       | 16 | 11 | 2 | 3  | 103:058 | 24     |
| 3. | Kingston Hawks       | 16 | 11 | 0 | 5  | 093:064 | 22     |
| 4. | Peterborough Pirates | 16 | 10 | 0 | 6  | 097:069 | 20     |
| 5. | Paisley Pirates      | 16 | 8  | 1 | 7  | 090:082 | 17     |
| 6. | Fife Flyers          | 16 | 8  | 1 | 7  | 080:075 | 17     |
| 7. | Slough Jets          | 16 | 6  | 0 | 10 | 077:067 | 12     |
| 8. | Blackburn Hawks      | 16 | 1  | 0 | 15 | 064:129 | 2      |
| 9. | Murrayfield Royals   | 16 | 1  | 0 | 15 | 043:152 | 2      |

## Playoffs

### Viertelfinale

#### Gruppe A
|    | Klub               | Punkte |
| -- | ------------------ | ------ |
| 1. | Guildford Flames   | 14     |
| 2. | Kingston Hawks     | 13     |
| 3. | Slough Jets        | 9      |
| 4. | Murrayfield Royals | 2      |
| 5. | Paisley Pirates    | 2      |

#### Gruppe B
|    | Klub                 | Punkte |
| -- | -------------------- | ------ |
| 1. | Fife Flyers          | 14     |
| 2. | Telford Tigers       | 12     |
| 3. | Peterborough Pirates | 10     |
| 4. | Blackburn Hawks      | 4      |
| 5. | Cardiff Devils II    | 0      |

### Halbfinale
- Guildford Flames – Telford Tigers 5:3
- Kingston Hawks – Fife Flyers 7:3

### Finale
- Kingston Hawks – Guildford Flames 1:5